# 王康陸
王康陸（1941年1月4日—1993年10月12日），台灣獨立運動的主要推動者之一，長期擔任台灣獨立建國聯盟的秘書長且事必躬親，被台灣獨立建國聯盟稱為「永遠的秘書長」，在一次離奇車禍中過世。原籍台中州鹿港街（今彰化縣鹿港鎮），出生於中國北京市。
王康陸的父親王永宗早年前往滿洲國發展，於滿洲國蒙政部工作，後來棄政從商居於北京；王康陸便出生於北京。1948年王康陸全家返回台灣，王康陸就讀於臺北縣中和國小，後轉入台北市福星國小；1952年王康陸進入建國中學初中部就讀，之後就讀於台中農學院園藝系（現國立中興大學）。1965年王康陸前往美國堪薩斯大學讀書，並且投入台灣獨立運動，王康陸曾經擔任堪薩斯州立大學台灣同學會會長起，歷任台灣獨立建國聯盟中央委員、宣傳部負責人、台獨月刊總編輯。王康陸頭腦冷靜清晰，分析與立論嚴謹，許多台灣獨立建國聯盟的文獻都是出自王康陸之筆。而且王康陸曾經是台灣公論報的義工之一。王康陸也因為主張台灣獨立而被列入黑名單，長期無法返台。
1991年，許多台灣獨立建國聯盟的成員紛紛返鄉回台，王康陸曾因申請回台奔母喪，而一再被駁回，結果王康陸循水路回台，之後被捕；但是在社運團體的抗議與中華民國刑法第一百條修正案的影響，王康陸與其他主張台灣獨立的人士都獲釋。1993年10月12日王康陸前往文化大學演講，深夜坐計程車下山，在國安局附近的仰德大道上發生離奇車禍遽逝。

## 外部連結
- 台獨聯盟人物介紹：王康陸博士 （页面存档备份，存于）（繁體中文）
- 獨盟秘書長王康厚 全心全意珍愛台灣, 新台灣新聞周刊, 2007/09/27
- 【受難故事36】王康旼、王康陸手足的故事 （页面存档备份，存于）, 白色恐怖受難者故事, 綠島人權文化園區